# جورج هنتلي
جورج هنتلي (بالإنجليزية: George Huntley)‏ هو كاتب أغاني أمريكي، ولد في 1962.

## وصلات خارجية
- الموقع الرسمي